# Moje życie z Mozartem

Wolfgang Amadeus Mozart

„Moje życie z Mozartem” (fr. Ma Vie avec Mozart) – książka z 2008 roku, autorstwa Érica-Emmanuela Schmitta, napisana w formie swoistej korespondencji z kompozytorem, jej integralną częścią jest płyta z wybranymi przez Schmitta kompozycjami Wolfganga Amadeusa Mozarta.

## Treść
Autor ukazuje czytelnikowi wpływ muzyki Mozarta na własny duchowy rozwój, prowadzi on korespondencję z kompozytorem. Listy, jakie pisze są rodzajem pamiętnika, otrzymuje również rzeczywiste odpowiedzi od kompozytora, za takie bowiem uznaje usłyszane, według Schmitta nieprzypadkowo, fragmenty dzieł Mozarta. Książka obejmuje różne etapy życia, jest tu miejsce na dojrzewanie, wzrastanie, ale i oddalenie od twórczości kompozytora. Éric-Emmanuel Schmitt, wielokrotnie kończy swoje listy osobistym zwrotem "do usłyszenia".